# Max Riepe
Max Riepe (* 30. März 1886 in Reichenberg, Österreich-Ungarn; † 18. Juli 1968 in West-Berlin) war ein deutscher Elektrotechniker und Hochschullehrer.

## Leben und Werk
Nach dem Schulabschluss studierte Riepe an der Technischen Hochschule Charlottenburg. Das Studium schloss er 1911 mit Auszeichnung als Diplom-Ingenieur ab. 1946 wurde er als Oberingenieur außerplanmäßiger Professor an der Technischen Universität Berlin. 1955 ging er in Rente.
Max Riepe war langjähriges Mitglied des Vereins Deutscher Ingenieure (VDI).

## Schriften (Auswahl)
- (mit P. Christlein): Untersuchung einer 200 KW-A.E.G.-Turbine. 1910/1911.
- Grundzüge der Elektrotechnik. 1913.
- Kurzer Rückblick über die Geschichte des Deutschen Akademischen Assistentenverbandes. 1925.
- (mit H. Ilberg): Messungen der Strömungsgeschwindigkeit flüssigen Metalls im Elektroofen. 1932.
- Patentrecht und Quantenphysik. 1951.

## Ehrungen
- 1960 Ehrenmünze des Vereins Deutscher Ingenieure
- 1966 Ehrenmitgliedschaft des Vereins Deutscher Ingenieure[1]